# فرودگاه اودی‌پور
فرودگاه اودی‌پور  (به انگلیسی: Udaipur Airport) (به زبان بومی: Dabok Airport) یک فرودگاه همگانی با کد یاتا UDR است که یک باند فرود آسفالت دارد و طول باند آن ۲۲۸۱ متر است. این فرودگاه در شهر اودی‌پور کشور هند قرار دارد و در ارتفاع ۵۱۳ متری از سطح دریا واقع شده است.